# Willem Marinus Dudok

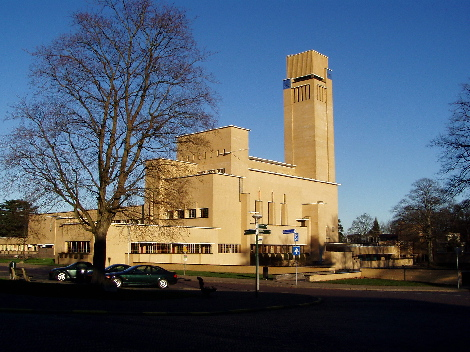
Ajuntament de Hilversum.

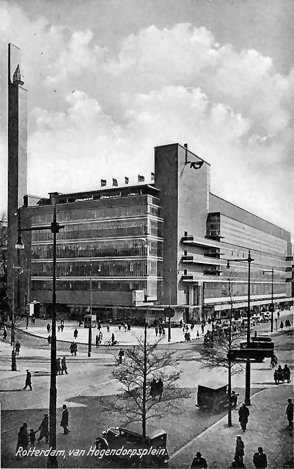
Antic De Bijenkorf de Rotterdam el 1935.

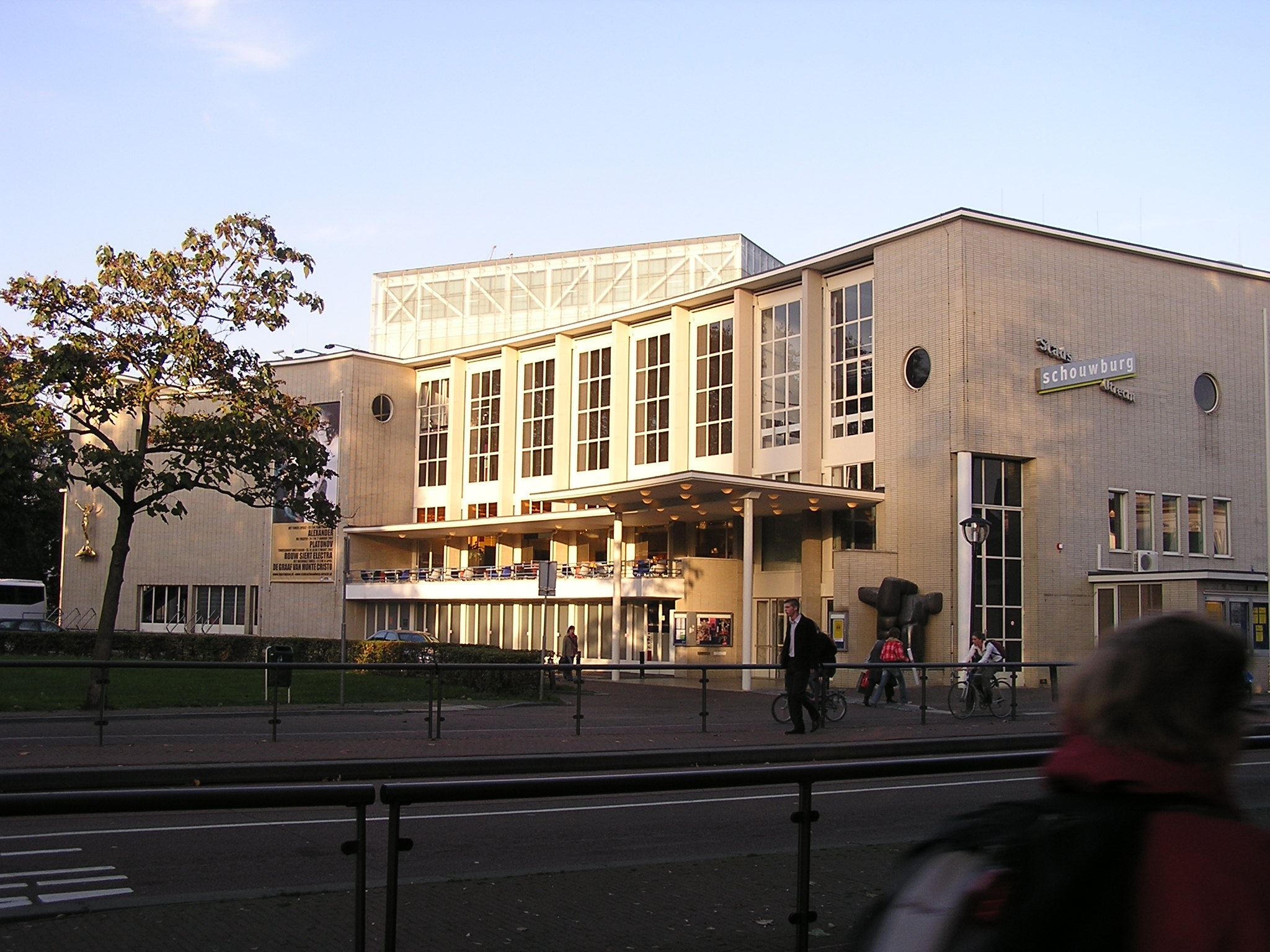
Stadsschouwburg (teatre de la ciutat) d'Utrecht.

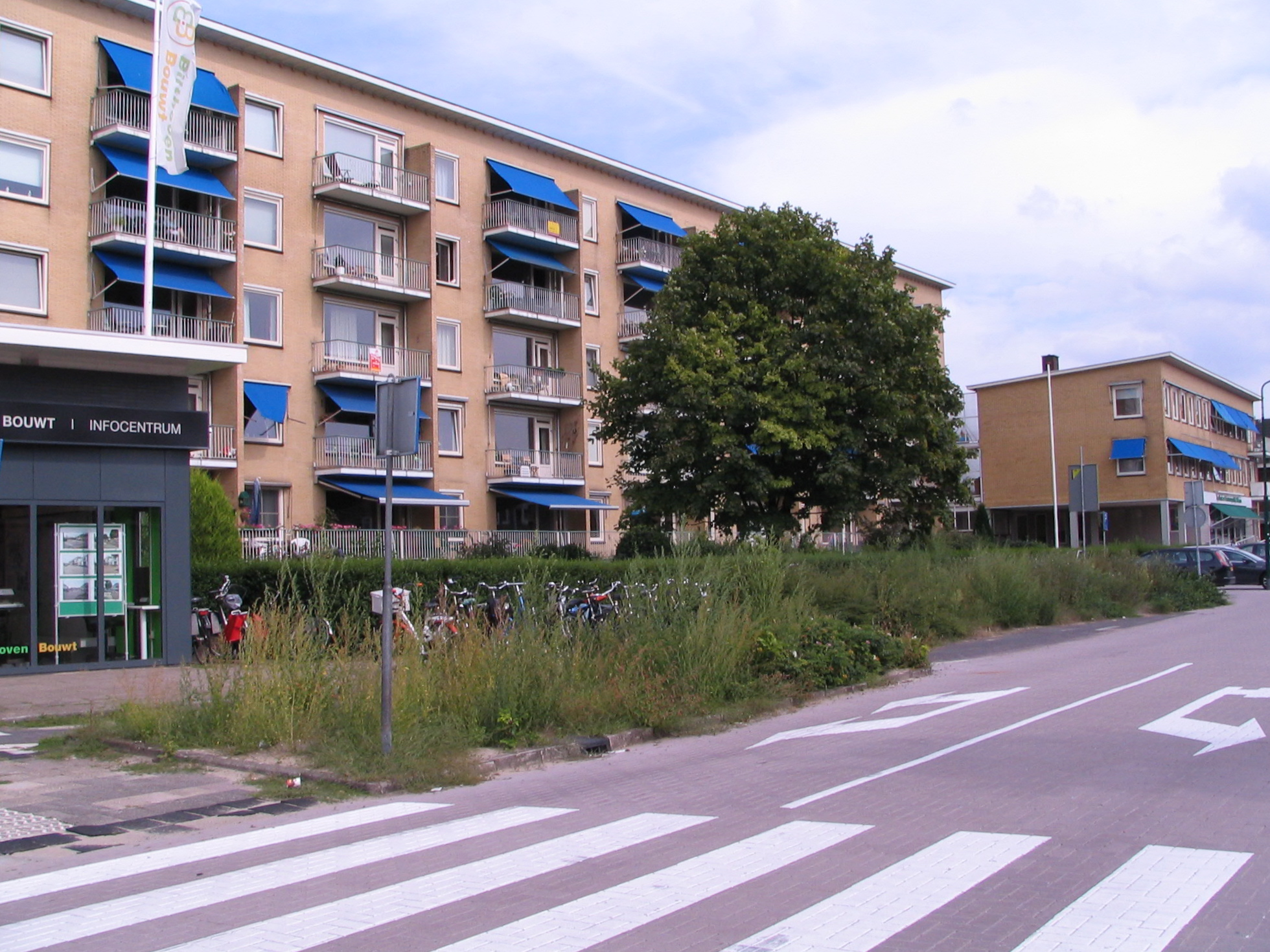
Julianaflat, a Bilthoven.

Willem Marinus Dudok (Amsterdam, 6 de juliol de 1884 – Hilversum, 6 d'abril de 1974) fou un arquitecte i planificador urbanístic neerlandès. Malgrat que no va rebre formació com a arquitecte, és conegut pel seu projecte de l'edifici de l'Ajuntament de Hilversum. Dudok va crear un total de 75 projectes per a Hilversum, un fet únic en l'arquitectura neerlandesa. No obstant això, alguns dels seus projectes no foren executats i d'altres han estat demolits. Dudok fou reconegut internacionalment per la seva obra, en especial als Estats Units i el Japó.

## Educació i carrera
Dudok va cursar l'educació secundària (de tipus hogereburgerschool) a Amsterdam, i un cop finalitzada, va començar l'educació per esdevenir militar. L'any 1900 va atendre la cadettenschool a Alkmaar i, dos anys més tard, va estudiar a la Reial Acadèmia Militar (Koninklijke Militaire Academie) de Breda, on es graduà l'any 1905.
El 24 de juliol de 1905, Dudok va començar la seva carrera a l'exèrcit com a subtinent d'enginyer i va ser destinat al servei de telègrafs del Regiment d'Enginyers d'Utrecht per a la seva decepció, mentre dissenyava edificis en el seu temps lliure. Més tard, va ser capità a l'Estat Major dels Enginyers d'Amsterdam, on es dedicava a la construcció de fortaleses. El 1913 es va convertir en subdirector d'obres municipals de Leiden, on va poder dissenyar diversos edificis com l'edifici escolar gemeentelijke HBS situat a la Burggravenlaan, i el 1915 es va convertir en el director d'obres públiques a Hilversum, una ciutat industral de ràpid creixement que ben aviat es va convertir en una ciutat de mida mitjana. Dudok va dissenyar la majoria dels barris, escoles i edificis municipals per a Hilversum i, per tant, en va determinar la seva configuració. Es diu que Hilversum ha estat l'obra de la vida de Dudok. De fet, hi va ajudar el fet que el 1928 fou anomenat arquitecte municipal de Hilversum a petició pròpia.
Dudok es va retirar el 1954, però va romandre involucrat en el món de la construcció de Hilversum. Va morir el 6 d'abril de 1974 i va ser enterrat al cementiri Noorderbergraafplaats de Hilversum, dissenyat per ell mateix. Cap dels dissenys que va fer després de la seva jubilació es va fer tan famós com el seu treball d'abans de la guerra. Un exemple d'això és C&A a Hilversum del 1962, que de fet no es pot reconèixer immediatament com un edifici de les característiques de Dudok.

## Obres destacades

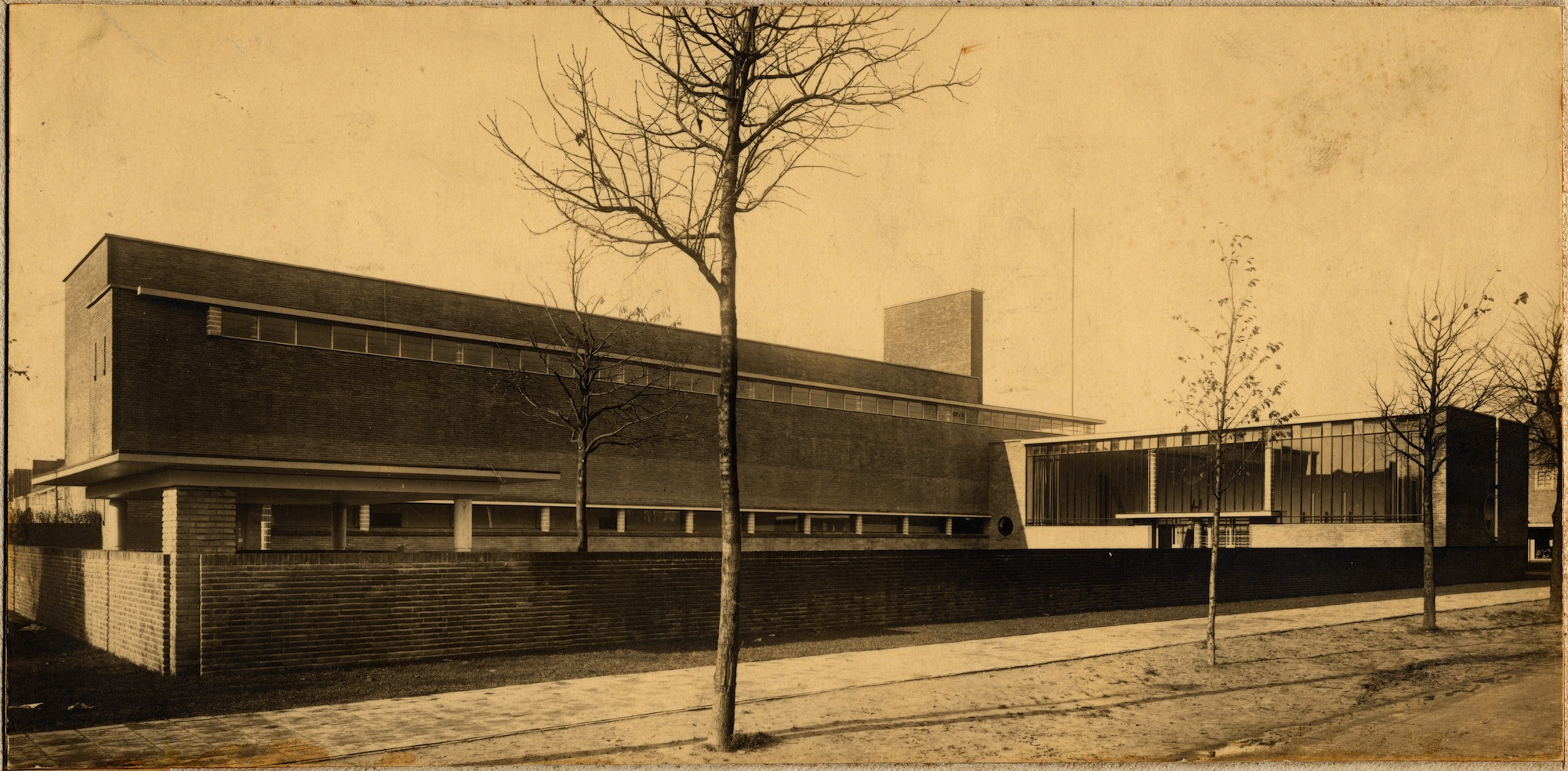
Johannes Calvijnschool 1930, thans Old School Projects, Hilversum

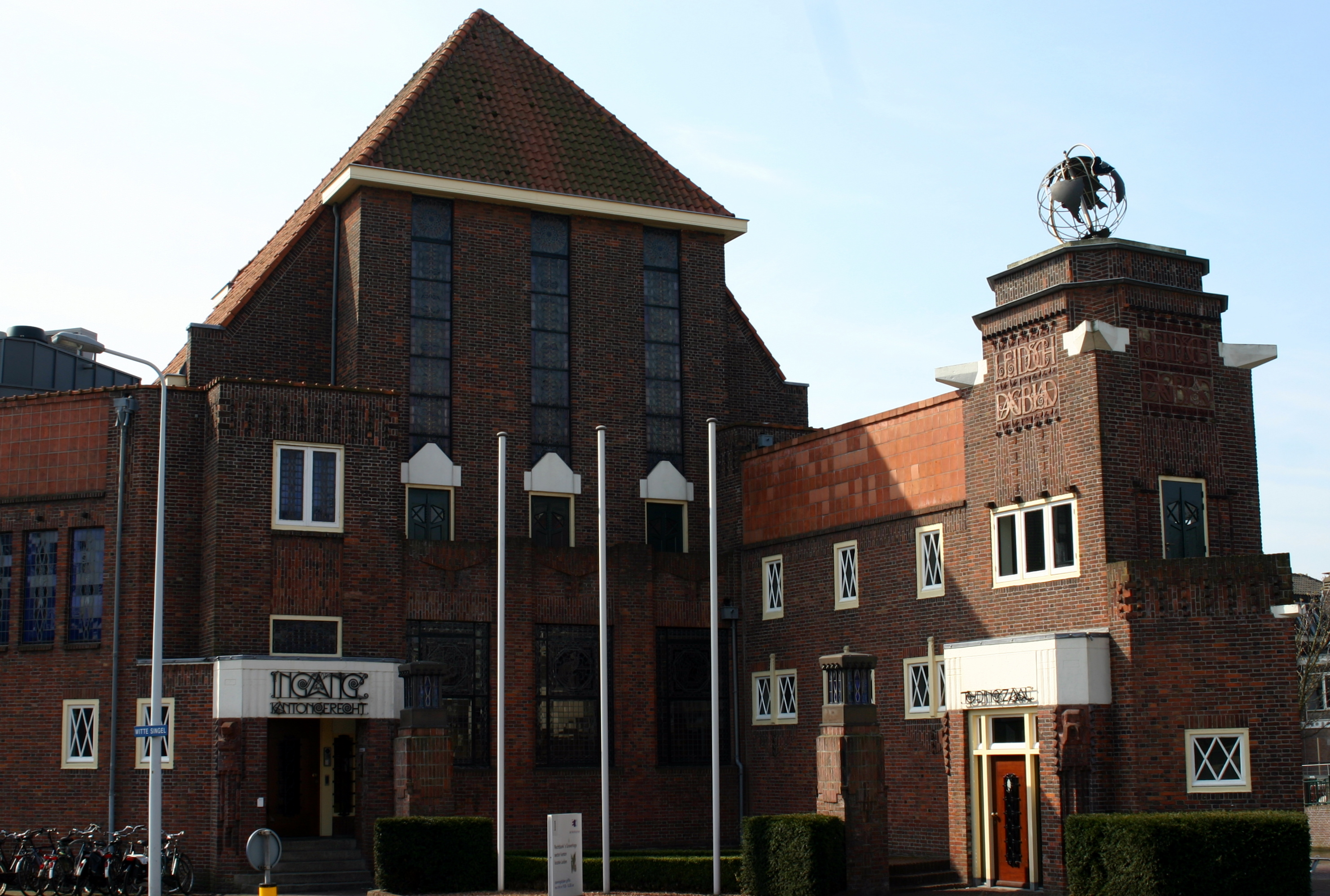
Gebouw Leidsch Dagblad, a Leiden

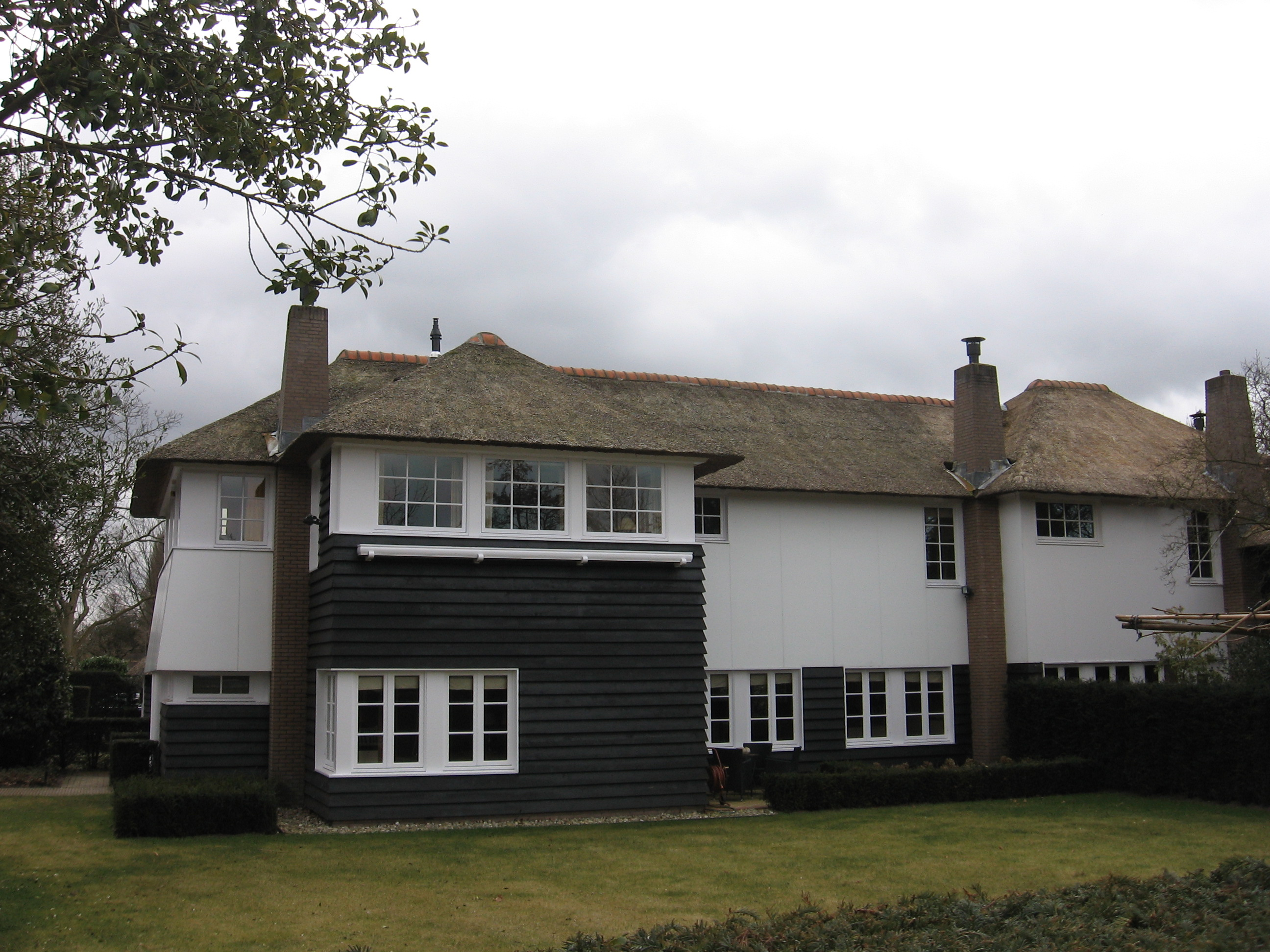
Casa a la Godelindeweg, a Naarden

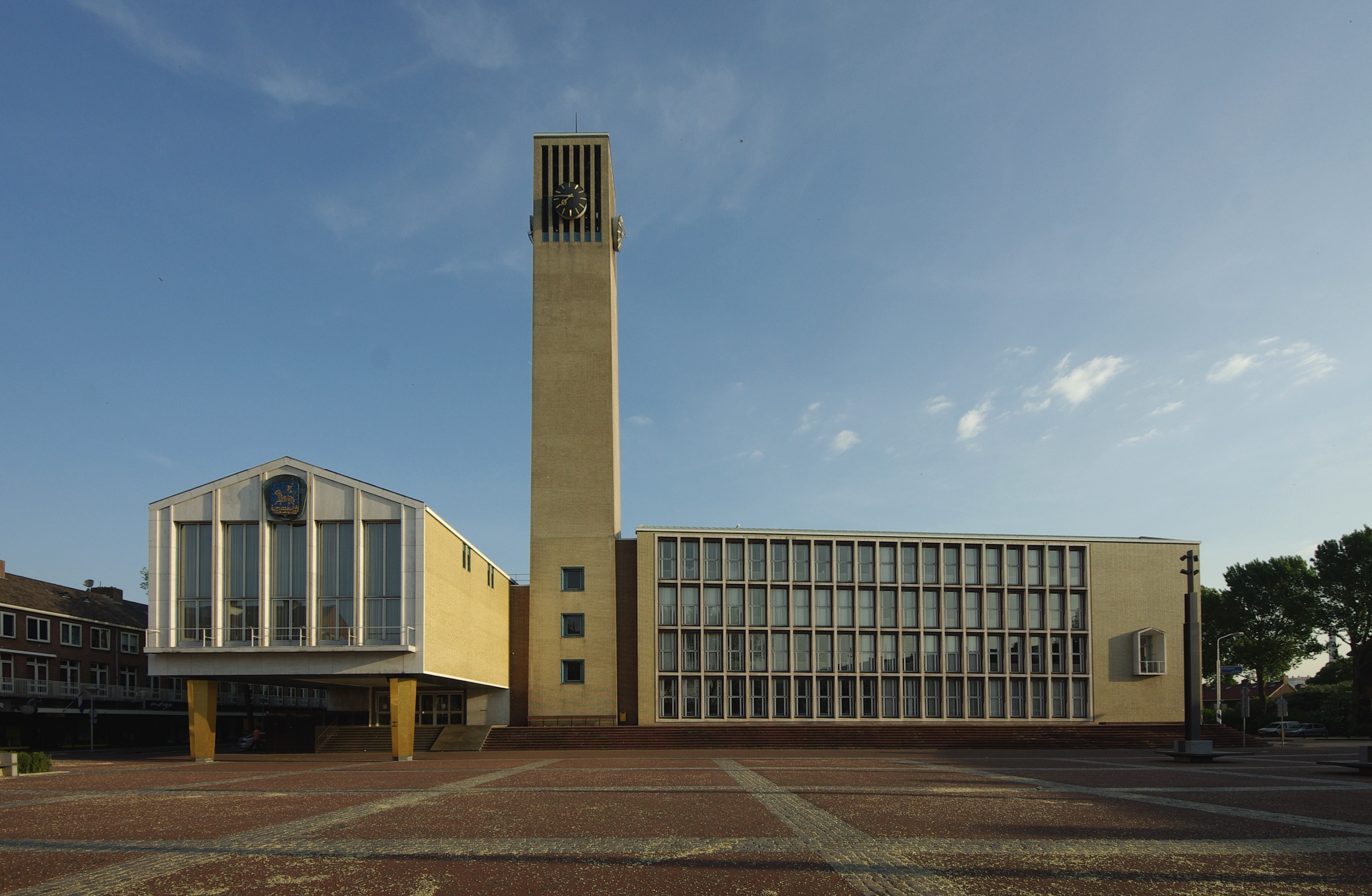
L'ajuntament de Velsen te IJmuiden de 1965

- 1914-1915: Leiderdorp: Arbeiderswijk (i.s.m. J.J.P. Oud)
- 1915: Leiden: Gemeentelijke H.B.S. (actualment Bonaventuracollege)
- 1916: Hilversum: Geraniumschool
- 1917: Leiden: Gebouw Leidsch Dagblad
- 1920-1921: Villa Sevensteyn de Den Haag i.s.m. Hendrik Wouda
- 1921-1922: Naarden: Woningen Godelindeweg
- 1921: Hilversum: Dr. Bavinckschool
- 1921: Hilversum: Badhuis
- 1923: Hilversum: Oranjeschool
- 1925: Hilversum: J.P. Minckelersschool
- 1925: Hilversum: Julianaschool
- 1925: Hilversum: Catharinaschool
- 1926: Hilversum: Fabritiusschool i Ruysdaelschool (Rietendakschool)
- 1927: Hilversum: Nassauschool
- 1928-1929: Hilversum: Vondelschool
- 1928-1931: Hilversum: edifici de l'ajuntament
- 1928: Hilversum: Nelly Bodenheim Kleuterschool
- 1929: Hilversum: Jan van der Heydenschool
- 1929: Hilversum: Johannes Calvijnschool (actualment Old School Projects)
- 1927-1939: Parijs: Collège néerlandais, Cité Universitaire
- 1930: Hilversum: Valeriusschool (actualment Lorentzschool)
- 1930: Rotterdam: De Bijenkorf (bombardejat, i més tard demolit)
- 1933: Afsluitdijk: Vlietermonument
- 1934: Schiedam: HAV Bank
- 1937-1941: Utrecht: Stadsschouwburg (teatre de la ciutat)
- 1938-1939: Rotterdam: Erasmushuis
- 1938-1939: Arnhem: Edifici d'oficines De Nederlanden de 1845
- 1939: Eindhoven: Witte Dorp
- 1939-1940: Vreeland: Vreelandbrug
- 1947-1951: IJmuiden: Edifici d'oficines Hoogovens
- 1949-1965: IJmuiden: Edifici de l'ajuntament
- 1949-1951: Rotterdam: Edifici d'oficines De Nederlanden de 1845
- 1955-1958: Amsterdam: Geuzenveldflat
- 1957-1965: Amsterdam: Havengebouw
- 1959-1960: Bilthoven: Julianaflat